# Església de la Trinitat (Vilafranca del Penedès)
L'Església de la Trinitat és un temple del municipi de Vilafranca del Penedès (Alt Penedès) protegit com a bé cultural d'interès local.

## Descripció
L'església té una sola nau sense creuer amb volta de canó lleugerament apuntada. Presenta cinc capelles laterals per banda i l'absis és rectangular. La porta d'entrada és neogòtica. El campanar és de planta octogonal. La Capella del Remei és contigua, amb porta de 1615 la inscripció es troba al timpà. El conjunt ocupa la cantonada del carrer de la Font amb el carrer dels Trinitaris.

### Mare de Déu de Montserrat
La Mare de Déu de Montserrat és una escultura de fusta policromada que representa una figura femenina, dreta, coronada i vestint una túnica fins als peus. Porta als braços un nen que té el braç enlairat i agafa un ocell. Ambdós tenen la pell de color negre. Als seus peus hi ha unes formes arrodonides semblants a muntanyes i dues petites figures alades a sobre, utilitzant una serra. Nova iconografia de la Verge de Montserrat. No té tron.

### Pintures de la capella del Remei
Pintura mural policroma amb la representació de temàtica religiosa, centrada en la pat superior central per una Crucifixió voltada de figures d'àngels que porten copes. A la part inferior hi ha els temes de l'Anunciació i del Naixement, un a cada banda. Estil figuratiu realista, un xic ingenu.

### Les Campanes
Les tres campanes presents al campanar de la Trinitat foren foses a Olot (Girona) per l'Hijo de Esteban Barberí el 1948. Estan penjades en uns jous de ferro a les finestres de la torre. Emeten un Acord Glòria un xic desajustat.
| Nom      | Boca (cm) | Massa (kg) |
| -------- | --------- | ---------- |
| Trinitat | 67        | 70         |
| Albina   | 80        | 290        |
| Martina  | 90        | 420        |

## Història
L'Església de la Trinitat es va edificar al lloc ocupat anteriorment per una antiga església dedicada a la Mare de Déu del Remei -part occidental- i una part de l'antic Hospital del Sant Esperit, construït el 1272 i ocupat pels frares trinitaris des del 1557. Les obres van començar el 8 de desembre de 1578 i van concloure al llarg del segle xvii.
El 1868 es va convertir en segona parròquia de Vilafranca, per insuficiència de la de Santa Maria. El 1902 Eugeni Campllonch va projectar l'altar major. El 1908 es va acabar el nou campanar, en substitució d'un altre més primitiu i no tan alt.
La Capella del Remei va ser cremada l'any 1934 i va ser reconstruïda de nou i inaugurada l'any 1935. Ara és la Capella del Santíssim.
La imatge de la Mare de Déu de Montserrat, segons l'antiga propietària, la sra. Benach, l'escultura és anterior al 1936, ella fou la donadora de l'escultura a l'església de la Trinitat.
La capella del Remei, cremada el 1934, es reconstruí de nou i s'inaugurà el 1935. El director de l'obra fou l'arquitecte Josep Brugal i el pintor Lluís Mª Güell. Ara és la capella del Santíssim de l'església de la Trinitat. La pintura mural és anterior a la data de la crema i fou restaurada posteriorment.